# Anisodes superflua
Anisodes superflua là một loài bướm đêm trong họ Geometridae.